# NGC 6924
NGC 6924 (również PGC 64945) – galaktyka eliptyczna (E-S0), znajdująca się w gwiazdozbiorze Koziorożca. Odkrył ją Francis Leavenworth 8 lipca 1885 roku.